# 粘膜遮断
粘膜遮断(英: mucosal block)とは粘膜上皮内のフェリチンが飽和量に達すると、それ以上の鉄の吸収が抑制される機構。そのため鉄剤を投与する場合には、一度に大量投与するよりも少量ずつ間隔をおいて投与する方が有効である。鉄の投与量が多いほど、吸収率は低下するが、吸収される量は投与量が多いほど多くなることから、粘膜遮断は絶対的な機構ではなく、相対的な機構である。